# Senostoma punctipenne
Senostoma punctipenne är en tvåvingeart som först beskrevs av Macquart 1846.  Senostoma punctipenne ingår i släktet Senostoma och familjen parasitflugor. Inga underarter finns listade i Catalogue of Life.